# 脱欢帖木儿
脱欢帖木儿（？—1437年），又译脱懽帖木儿，明朝哈密国忠义王，蒙古贵族，忠顺王免力帖木儿的儿子。
宣德三年（1428年），明朝以忠顺王卜答失里年幼，没能够胜任国王，于是封脱欢帖木儿为忠义王，二王并贡。脱欢帖木儿一年进贡三四次，奏求婚娶礼币。正统二年（1437年）脱欢帖木儿卒，其子脱脱塔木儿嗣位。